# Steve Zissou: Cel mai tare de pe mare
Steve Zissou: Cel mai tare de pe mare (în engleză The Life Aquatic with Steve Zissou) este un film american de comedie-dramă din 2004. Acesta este regizat de Wes Anderson în baza unui scenariu de Anderson și Noah Baumbach⁠(d). Este al patrulea lungmetraj al lui Anderson și a fost lansat în Statele Unite pe 25 decembrie 2004.
Filmul prezintă povestea lui Steve Zissou (Bill Murray), un oceanograf excentric, care își propune să se răzbune pe „rechinul jaguar” care l-a ucis pe partenerul său Esteban. Zissou reprezintă atât o parodie, cât și un omagiu⁠(d) adus pionierului francez Jacques Cousteau.
În distribuție apar Owen Wilson, Cate Blanchett, Willem Dafoe, Michael Gambon, Jeff Goldblum, Anjelica Huston și Bud Cort⁠(d). Seu Jorge⁠(d) are un rol minor, dar a contribuit la coloana sonoră a filmului⁠(d). A fost filmat în și în jurul Napoli, Ponza⁠(d) și Riviera italiană⁠(d) .
Filmul a primit recenzii mixte din partea criticilor și a fost un eșec la box office⁠(d). La un deceniu după lansare, filmul a câștigat numeroși admiratori⁠(d) și a primit recenzii pozitive atât din partea criticilor, cât și a fanilor. De asemenea, a fost remasterizat și relansat de The Criterion Collection în 2014.

## Rezumat
În timp ce oceanograful Steve Zissou lucrează pe mare la cel mai recent documentar al său, Esteban du Plantier, cel mai bun prieten al său și scafandrul-șef, este devorat de o creatură pestriță de 10 metri lungime, pe care Zissou o descrie drept un „rechin jaguar”. În cadrul următorului său proiect, acesta este hotărât să documenteze distrugerea rechinului.
În echipajul de la bordul navei sale de cercetare - botezată Belafonte - se află soția sa Eleanor, strateg șef și principalul finanțator al misiunii; Pelé dos Santos, un expert în protecția muncii și chitarist brazilian care cântă melodii de David Bowie în portugheză și Klaus Daimler, căpitan adjunct⁠(d) german care îi consideră pe Zissou și Esteban drept figuri paterne. Alți membri ai echipajului sunt Vikram Ray, cameramanul; Bobby Ogata, scafandrul; Vladimir Wolodarsky, fizician și compozitor de coloane sonore; Renzo Pietro, inginerul de sunet, și Anne-Marie Sakowitz, o secretară văzută aproape mereu topless. De asemenea, un grup de stagiari voluntari de la Universitatea din Alaska de Nord îi însoțesc. Totuși, „Echipa Zissou”  nu a mai lansat un documentar de succes de nouă ani.
Ned Plimpton, a cărui mama a încetat recent din viață, crede că Zissou este tatăl său. După ce se întâlnesc la premiera celui mai recent documentar al său, Ned este decis să devină membru al echipajului și își ia concediul de odihnă anual. Întrucât Oseary Drakoulias, producătorul lui Zissou, nu găsește un finanțator pentru următorul său documentar, Ned le oferă moștenirea sa. Eleanor consideră că soțul său profită de naivitatea tânărului și părăsește echipa. O reporteră însărcinată, Jane Winslett-Richardson, călătorește alături de echipaj. Atât Ned, cât și Zissou sunt atrași de aceasta. În același timp, Klaus este deranjat de atenția pe care Zissou i-o acordă lui Ned.
În încercarea de a găsi rechinul jaguar, Belafonte fură echipamente de urmărire dintr-o stație îndepărtată aflată în proprietatea cunoscutului oceanograf Alistair Hennessey (în prezent, dușmanul lui Zissou). Aceștia intră în ape neprotejate și sunt atacați de pirați filipinezi, care fură moștenirea lui Ned și îl răpesc pe Bill Ubell, reprezentat al companiei de asigurări. Echipajul este salvat de Hennessey și vaporul este tractat până la Port-au-Patois⁠(d). Odată ajunși în port, Sakowitz și ceilalți stagiari - cu excepția unuia - părăsesc misiunea.
Zissou o convinge pe Eleanor să revină pe Belafonte și apoi conduce echipajul într-o misiune de salvare. Îl urmăresc pe Bill până la un hotel abandonat situat pe o insulă îndepărtată; aceștia reușesc să-l salveze și pe Hennessey. Ned și Zissou survolează zona cu elicopterul într-o ultimă încercare de a descoperi rechinul, dar aeronava se defectează și se prăbușesc. Ned moare din cauza rănilor sale și este înmormântat pe mare⁠(d). Înainte de moartea lui Ned, Eleanor i-a dezvăluit lui Jane că Zissou este infertil; prin urmare, Ned nu poate să fie fiul său.
Zissou descoperă în cele din urmă rechinul jaguar cu ajutorul unui submersibil⁠(d), dar decide să nu-l ucidă, deoarece este impresionat de frumusețea sa și nu mai are dinamită. La premiera documentarului (care îi este dedicat lui Ned), Zissou este ovaționat de public, în timp ce așteaptă în fața teatrului încheierea premierei. Echipajul se întoarce triumfător la navă a doua zi.

## Distribuție
- Bill Murray - Steve Zissou
- Owen Wilson - Edward „Ned” Plimpton / Kingsley Zissou
- Cate Blanchett - Jane Winslett-Richardson
- Anjelica Huston - Eleanor Zissou
- Willem Dafoe - Klaus Daimler
- Jeff Goldblum - Alistair Hennessey
- Michael Gambon - Oseary Drakoulias
- Bud Cort - Bill Ubell, Bond Company Stooge
- Noah Taylor - Vladimir Wolodarsky
- Seu Jorge - Pelé dos Santos
- Robyn Cohen - Anne-Marie Sakowitz
- Waris Ahluwalia - Vikram Ray
- Niels Koizumi - Bobby Ogata
- Pawel Wdowczak - Renzo Pietro
- Matthew Gray Gubler - Niko, stagiar
- Antonio Monda - El însuși
- Isabella Blow - Antonia Cook
- Seymour Cassel - Esteban du Plantier